# レビューカンパニーTokyo ROUGE
レビューカンパニーTokyo ROUGEは、日本のレビュー集団。2006年3月、東京新宿の劇場SPACE 107が、「ROUGE」の名称で劇場付属のレビューカンパニーとして発足させる。

## 概要
- 2006年3月、劇場SPACE 107プロデュースによるカンパニー「遊々団ブランシャ」のレビュー部門として立ち上げられ、旗揚げ公演が行われる。
- SPACE 107より要請され、レビューカンパニー・ウズメを解散した後であった振付師・ダンサー田中浩子が代表となり、女性ダンサーらと共に結成[1]。
- 初演『Waiting for』にて、SPACE 107劇場最多入場者数記録を連日更新。
- 第二回公演『ワンダフル☆トウキョウ』以降、全公演SOLD OUTを記録。
- バラエティー番組「ゲツヨル!（極上の月夜）」オープニングにて、ダンスショーをレギュラー担当。
- 2007年より演出家久保田道徳を迎え、オリジナル楽曲の制作をスタート。オリジナルアルバム『メリーゴーラウンド☆トーキョウ』（2008年）、『ROUGE☆Palette Revue』（2011年）をリリースする。
- 代表の田中浩子が店長をつとめる「大塚cafe&dining／Shisui deux」では、選抜メンバーによるミニ・レビューを開催。
- 東京に生きる女の子達の「今」を切り取る、新スタイルのオリジナルレビューショーを展開する。
- 2013年11月の赤坂BLITZ公演「白夜の花火」より、主催が（株）アトブックとなる。
- 2014年5月より、「Tokyo ROUGE」とグループの名称が変更。

## 主要メンバー（元メンバー含む）
- 田中浩子 (代表)
- 須藤彩
- 船木綾乃
- 金子桜子
- 鈴木芳奈
- 亜季緒
- 安部みなみ
- 冨田真裕子
- 緒川舞
- 山田みなみ(ROUGE)
- 高木千代美
- 宮崎小百合
- 兼平好子
- 石井仁美
- 安部智子
- 小林千穂子
- 平井望
- マナカ(Tokyo ROUGE)
- 石澤梨沙

## 公演記録（本公演のみ）
- 2006/03 「Waiting for」新宿SPACE107
- 2006/12 「ワンダフル☆トウキョウ」新宿SPACE107
- 2007/08 「メリーゴーラウンド トウキョウ」新宿SPACE107
- 2008/02 「THE CORROUSEL REVUE!!」新宿SPACE107
- 2009/05 「スクラップマンションレビュー」新宿SPACE107
- 2009/12 「スクラップラブ」新宿SPACE107
- 2010/05 「ラブリサイクル」新宿SPACE107
- 2011/02 「新宿歌劇」新宿SPACE107
- 2011/06 「東日本応援チャリティーレビュー」新宿SPACE107
- 2011/09 「Pallete Revue」新宿SPACE107
- 2012/01 「新春レビューショー」新宿SPACE107
- 2012/04 「ROUGEのfamily affair」新宿SPACE107
- 2012/06 「ニューヨーク公演」
- 2012/08 「ROUGEのマリッジ・ブルー」新宿SPACE107
- 2012/11 「TOKYOメリーゴーラウンドレビューDX」赤坂BLITZ
- 2013/02 「Pallete Revue2 夢は咲いたか桜はまだかいなレビュー」大塚Shisui deux
- 2013/06 「Pallete Revue 3D／COLORS&SKY」赤坂BLITZ
- 2013/11 「SKY&COLORS〜白夜の花火」赤坂BLITZ
- 2014/06 「Pallete Revue第三弾 Wヒロイン・ドラマチックレビュー」大塚Shisui deux
- 2014/11 「みちのくレビュー／山形公演」山形ミュージック昭和Session
- 2014/12 「みちのくレビュー／秋田公演」能代市文化会館中ホール
- 2015/06 「大塚レビュー」南大塚ホール
- 2015/10 「CASINO REVUE 〜運がいいとか悪いとか 人は時々口にするけど…」赤坂BLITZ

## CD

### 1st.アルバム
『メリーゴーラウンド☆トーキョウ』(ANYA-7014) 2008年 5月20日リリース
1. エレクトリックトーキョウ Inst.
2. 嗚呼！花の専門学生
3. LOVE最上級
4. loss
5. blue moon blue
6. Kylie & Stephanie
7. Everyday Saturday
8. ヘアサロン
9. ジャイロ・シティー
10. Fly to the moon

### 2nd.アルバム
『ROUGE☆Palette Revue』(ATBK-001) 2011年 9月17日リリース
1. メリーゴーラウンドタウン
2. エンドレス ニュー・タウン
3. アナタと二人でいる時にケータイいじっちゃダメですか？
4. 名無しさんのうた
5. 都会の風
6. Good Bye TV
7. 夜に願う
8. さよならベルエポック
9. 新宿シャンデリア
10. 回転木馬
11. スクラップ・デイズ
12. 新宿 sha la la
13. カーテンコール
14. Not a doll

### 1st.シングル
『一人傘／愛の鋼（Tokyo ROUGE 鈴木芳奈）』2014年 11月8日リリース
1. 一人傘
2. 愛の鋼

### 2nd.シングル
『エチカ／HOT SPICY LOVER（Tokyo ROUGE 田中浩子）』2015年 4月1日リリース
1. エチカ
2. HOT SPICY LOVER

### 3rd.シングル
『TOKIO LANDMARK LOVE／新宿シャンデリア（Tokyo ROUGE 須藤彩）』2015年 5月1日リリース
1. TOKIO LANDMARK LOVE
2. 新宿シャンデリア

### 4th.シングル
『私流儀／都会の風（Tokyo ROUGE 金子桜子）』2015年 6月3日リリース
1. 私流儀
2. 都会の風

## 楽曲提供者

### 作詞
- 近藤ナツコ
- 前田海香子
- 杉原徹-TE'TSU-
- 山田晃士
- 横山裕章
- 豊島侑也
- 加藤良太
- 藤井翔子
- 穐田"C9"哲也
- JUSTY（福岡）

### 作曲
- 横山裕章
- 杉原徹-TE'TSU-
- 山田晃士
- 寺田テツオ
- 赤石香喜
- あらケン
- 福田正人
- 加藤良太
- つつしみ太郎
- 穐田"C9"哲也
- JUSTY（福岡）